# ウィットリア・カルツォラーリ
ウィットリア・カルツォラーリ（イタリア語: Vittoria Calzolari, 1924年8月24日ローマ - 2017年6月2日ローマ）は、イタリアの都市計画家、都市研究者。ローマ大学建築学部教授として同大学で地域・景観計画を教え、1989年から1997年までは、景観・環境計画大学院専修課程の責任者をつとめた。
地域や都市の歴史的施設や空間の保存と保存水準の向上に関する歴史的研究と計画を専門とする。1997年からは庭園構成と景観計画のための専門課程の指導に携わる。
1974年から1976年まで、学際的研究であったアッピア街道の考古学公園計画の指揮を執った。1976年から1981年まで、G・C・アルガン市長のローマ市で、チェントロ・ストリコ事業当別事務局USICSの初代局長を務めた。そのほかANCSAの評議員、イタリア・ノストラとイタリア都市計画協会の学術委員を務めている。